# Paradinha

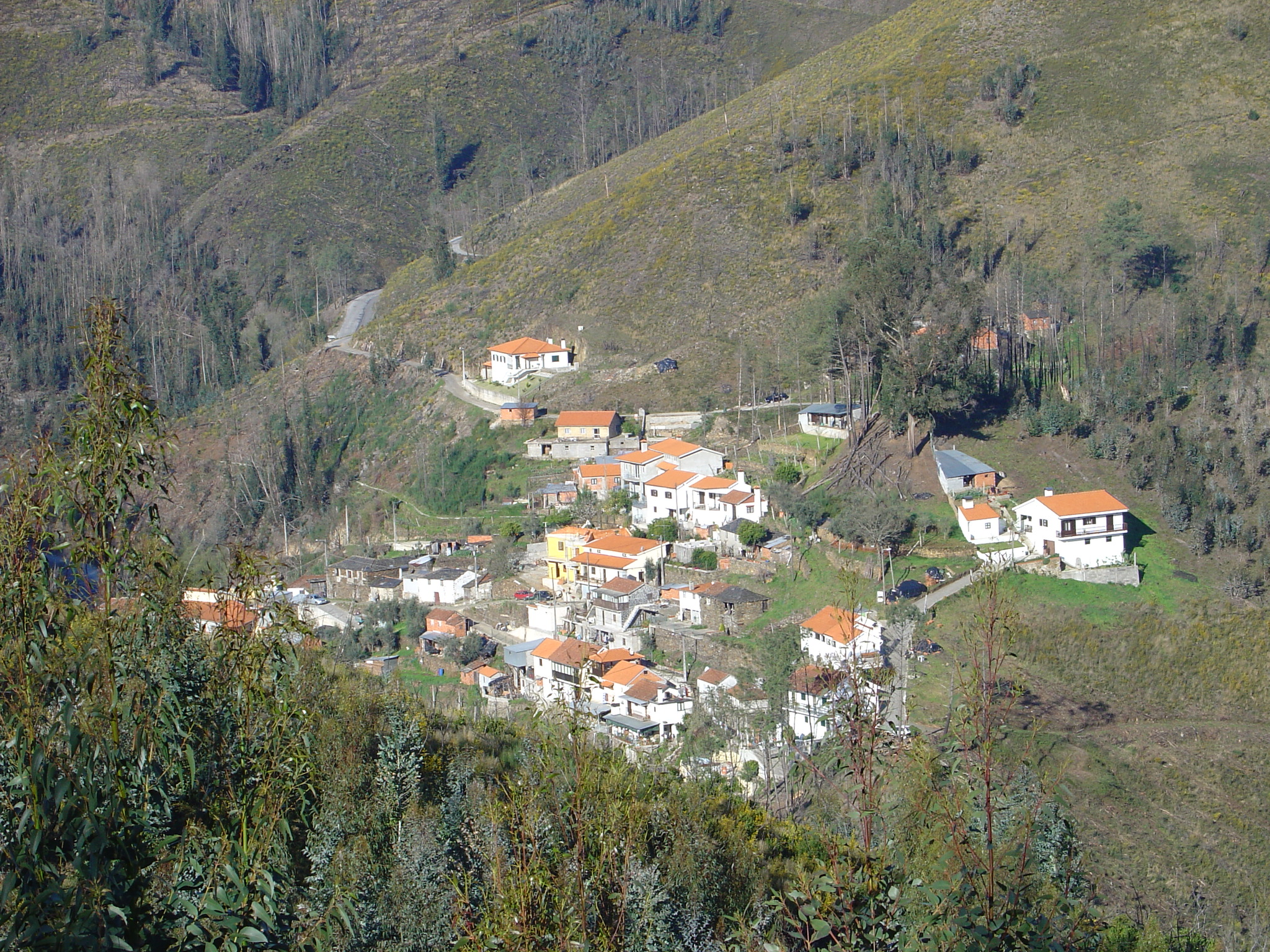
Paradinha in 2008

Paradinha is een plaats (freguesia) in de Portugese gemeente Moimenta da Beira en telt 133 inwoners (2001).